# Populus pruinosa
Populus pruinosa là một loài thực vật có hoa trong họ Liễu. Loài này được Schrenk miêu tả khoa học đầu tiên năm 1845.